# سیارک ۱۹۴۱۰
سیارک ۱۹۴۱۰ (به انگلیسی: 19410 Guisard، نامگذاری:1998FW14) نوزده هزار و چهارصد و دهمین سیارک کشف شده‌است که در ۲۶ مارس ۱۹۹۸ کشف شد.
قدر مطلق سیارک برابر ۱۱.۲ است.